# Matelea ferruginea
Matelea ferruginea är en oleanderväxtart som beskrevs av W.D.Stevens. Matelea ferruginea ingår i släktet Matelea och familjen oleanderväxter. Inga underarter finns listade i Catalogue of Life.